# لیوبومیر کوکزا
لیوبومیر کوکزا (کرواتی: Ljubomir Kokeza; ۱۵ مهٔ ۱۹۲۰ – ۲۲ اوت ۱۹۹۲) بازیکن و مربی فوتبال اهل یوگسلاوی بود.
از باشگاه‌هایی که در آن بازی کرده‌است می‌توان به باشگاه فوتبال هایدوک اسپلیت اشاره کرد.